# Shengli (sockenhuvudort i Kina, Heilongjiang Sheng, lat 46,82, long 130,00)
Shengli (kinesiska: 胜利, 胜利乡) är en sockenhuvudort i Kina. Den ligger i provinsen Heilongjiang, i den nordöstra delen av landet, omkring 280 kilometer nordost om provinshuvudstaden Harbin. Antalet invånare är 12 033. Befolkningen består av 5 866 kvinnor och 6 167 män. Barn under 15 år utgör 14,0 %, vuxna 15-64 år 78 %, och äldre över 65 år 7,0 %.
Runt Shengli är det mycket tätbefolkat, med 1 135 invånare per kvadratkilometer. Närmaste större samhälle är Wangjiang, 12,8 km öster om Shengli. Trakten runt Shengli består till största delen av jordbruksmark.
Genomsnittlig årsnederbörd är 857 millimeter. Den regnigaste månaden är juli, med i genomsnitt 190 mm nederbörd, och den torraste är januari, med 6 mm nederbörd.